# Liste des députés de la 31e législature irlandaise
Cet article liste les députés (Teachta Dála) de la 31e législature irlandaise (Dáil Éireann) de 2011 à 2016.

## Députés par circonscription
| Circonscription           | Nom                       | Parti | Parti                         |
| ------------------------- | ------------------------- | ----- | ----------------------------- |
| Carlow–Kilkenny           | Pat Deering               |       | Fine Gael                     |
| Carlow–Kilkenny           | Phil Hogan                |       | Fine Gael                     |
| Carlow–Kilkenny           | John McGuinness           |       | Fianna Fáil                   |
| Carlow–Kilkenny           | Ann Phelan                |       | Parti travailliste            |
| Carlow–Kilkenny           | John Paul Phelan          |       | Fine Gael                     |
| Cavan–Monaghan            | Seán Conlan               |       | Fine Gael                     |
| Cavan–Monaghan            | Heather Humphreys         |       | Fine Gael                     |
| Cavan–Monaghan            | Caoimhghín Ó Caoláin      |       | Sinn Féin                     |
| Cavan–Monaghan            | Joe O'Reilly              |       | Fine Gael                     |
| Cavan–Monaghan            | Brendan Smith             |       | Fianna Fáil                   |
| Clare                     | Pat Breen                 |       | Fine Gael                     |
| Clare                     | Joe Carey                 |       | Fine Gael                     |
| Clare                     | Timmy Dooley              |       | Fianna Fáil                   |
| Clare                     | Michael McNamara          |       | Parti travailliste            |
| Cork East                 | Tom Barry                 |       | Fine Gael                     |
| Cork East                 | Sandra McLellan           |       | Sinn Féin                     |
| Cork East                 | Seán Sherlock             |       | Parti travailliste            |
| Cork East                 | David Stanton             |       | Fine Gael                     |
| Cork North-Central        | Billy Kelleher            |       | Fianna Fáil                   |
| Cork North-Central        | Kathleen Lynch            |       | Parti travailliste            |
| Cork North-Central        | Dara Murphy               |       | Fine Gael                     |
| Cork North-Central        | Jonathan O'Brien          |       | Sinn Féin                     |
| Cork North-West           | Áine Collins              |       | Fine Gael                     |
| Cork North-West           | Michael Creed             |       | Fine Gael                     |
| Cork North-West           | Michael Moynihan          |       | Fianna Fáil                   |
| Cork South-Central        | Jerry Buttimer            |       | Fine Gael                     |
| Cork South-Central        | Simon Coveney             |       | Fine Gael                     |
| Cork South-Central        | Ciarán Lynch              |       | Parti travailliste            |
| Cork South-Central        | Micheál Martin            |       | Fianna Fáil                   |
| Cork South-Central        | Michael McGrath           |       | Fianna Fáil                   |
| Cork South-West           | Jim Daly                  |       | Fine Gael                     |
| Cork South-West           | Noel Harrington           |       | Fine Gael                     |
| Cork South-West           | Michael McCarthy          |       | Parti travailliste            |
| Donegal North-East        | Charlie McConalogue       |       | Fianna Fáil                   |
| Donegal North-East        | Joe McHugh                |       | Fine Gael                     |
| Donegal North-East        | Pádraig Mac Lochlainn     |       | Sinn Féin                     |
| Donegal South-West        | Pearse Doherty            |       | Sinn Féin                     |
| Donegal South-West        | Dinny McGinley            |       | Fine Gael                     |
| Donegal South-West        | Thomas Pringle            |       | Indépendant                   |
| Dublin Central            | Joe Costello              |       | Parti travailliste            |
| Dublin Central            | Paschal Donohoe           |       | Fine Gael                     |
| Dublin Central            | Mary Lou McDonald         |       | Sinn Féin                     |
| Dublin Central            | Maureen O'Sullivan        |       | Indépendant                   |
| Dublin Mid-West           | Robert Dowds              |       | Parti travailliste            |
| Dublin Mid-West           | Frances Fitzgerald        |       | Fine Gael                     |
| Dublin Mid-West           | Derek Keating             |       | Fine Gael                     |
| Dublin Mid-West           | Joanna Tuffy              |       | Parti travailliste            |
| Dublin North              | Clare Daly                |       | Socialist Party               |
| Dublin North              | Alan Farrell              |       | Fine Gael                     |
| Dublin North              | James Reilly              |       | Fine Gael                     |
| Dublin North              | Joanna Tuffy              |       | Parti travailliste            |
| Dublin North-Central      | Richard Bruton            |       | Fine Gael                     |
| Dublin North-Central      | Finian McGrath            |       | Indépendant                   |
| Dublin North-Central      | Aodhán Ó Ríordáin         |       | Parti travailliste            |
| Dublin North-East         | Tommy Broughan            |       | Parti travailliste            |
| Dublin North-East         | Terence Flanagan          |       | Fine Gael                     |
| Dublin North-East         | Seán Kenny                |       | Parti travailliste            |
| Dublin North-West         | Dessie Ellis              |       | Sinn Féin                     |
| Dublin North-West         | John Lyons                |       | Parti travailliste            |
| Dublin North-West         | Róisín Shortall           |       | Parti travailliste            |
| Dublin South              | Peter Mathews             |       | Fine Gael                     |
| Dublin South              | Olivia Mitchell           |       | Fine Gael                     |
| Dublin South              | Shane Ross                |       | Indépendant                   |
| Dublin South              | Alan Shatter              |       | Fine Gael                     |
| Dublin South              | Alex White                |       | Parti travailliste            |
| Dublin South-Central      | Catherine Byrne           |       | Fine Gael                     |
| Dublin South-Central      | Eric Byrne                |       | Parti travailliste            |
| Dublin South-Central      | Joan Collins              |       | People Before Profit          |
| Dublin South-Central      | Michael Conaghan          |       | Parti travailliste            |
| Dublin South-Central      | Aengus Ó Snodaigh         |       | Sinn Féin                     |
| Dublin South-East         | Lucinda Creighton         |       | Fine Gael                     |
| Dublin South-East         | Kevin Humphreys           |       | Parti travailliste            |
| Dublin South-East         | Eoghan Murphy             |       | Fine Gael                     |
| Dublin South-East         | Ruairi Quinn              |       | Parti travailliste            |
| Dublin South-West         | Seán Crowe                |       | Sinn Féin                     |
| Dublin South-West         | Brian Hayes               |       | Fine Gael                     |
| Dublin South-West         | Eamonn Maloney            |       | Parti travailliste            |
| Dublin South-West         | Pat Rabbitte              |       | Parti travailliste            |
| Dublin West               | Joan Burton               |       | Parti travailliste            |
| Dublin West               | Joe Higgins               |       | Socialist Party               |
| Dublin West               | Brian Lenihan, Jnr        |       | Fianna Fáil                   |
| Dublin West               | Leo Varadkar              |       | Fine Gael                     |
| Dún Laoghaire             | Seán Barrett              |       | Fine Gael                     |
| Dún Laoghaire             | Richard Boyd Barrett      |       | People Before Profit          |
| Dún Laoghaire             | Eamon Gilmore             |       | Parti travailliste            |
| Dún Laoghaire             | Mary Mitchell O'Connor    |       | Fine Gael                     |
| Galway East               | Ciarán Cannon             |       | Fine Gael                     |
| Galway East               | Paul Connaughton Jnr      |       | Fine Gael                     |
| Galway East               | Colm Keaveney             |       | Parti travailliste            |
| Galway East               | Michael Kitt              |       | Fianna Fáil                   |
| Galway West               | Noel Grealish             |       | Indépendant                   |
| Galway West               | Seán Kyne                 |       | Fine Gael                     |
| Galway West               | Derek Nolan               |       | Parti travailliste            |
| Galway West               | Éamon Ó Cuív              |       | Fianna Fáil                   |
| Galway West               | Brian Walsh               |       | Fine Gael                     |
| Kerry North–West Limerick | Jimmy Deenihan            |       | Fine Gael                     |
| Kerry North–West Limerick | Martin Ferris             |       | Sinn Féin                     |
| Kerry North–West Limerick | Arthur Spring             |       | Parti travailliste            |
| Kerry South               | Brendan Griffin           |       | Fine Gael                     |
| Kerry South               | Tom Fleming               |       | Indépendant                   |
| Kerry South               | Michael Healy-Rae         |       | Indépendant                   |
| Kildare North             | Bernard Durkan            |       | Fine Gael                     |
| Kildare North             | Anthony Lawlor            |       | Fine Gael                     |
| Kildare North             | Catherine Murphy          |       | Indépendant                   |
| Kildare North             | Emmet Stagg               |       | Parti travailliste            |
| Kildare South             | Martin Heydon             |       | Fine Gael                     |
| Kildare South             | Seán Ó Fearghaíl          |       | Fianna Fáil                   |
| Kildare South             | Jack Wall                 |       | Parti travailliste            |
| Laois-Offaly              | Marcella Corcoran Kennedy |       | Fine Gael                     |
| Laois-Offaly              | Barry Cowen               |       | Fianna Fáil                   |
| Laois-Offaly              | Charles Flanagan          |       | Fine Gael                     |
| Laois-Offaly              | Seán Fleming              |       | Fianna Fáil                   |
| Laois-Offaly              | Brian Stanley             |       | Sinn Féin                     |
| Limerick                  | Niall Collins             |       | Fianna Fáil                   |
| Limerick                  | Tom Neville               |       | Fine Gael                     |
| Limerick                  | Patrick O'Donovan         |       | Fine Gael                     |
| Limerick City             | Michael Noonan            |       | Fine Gael                     |
| Limerick City             | Willie O'Dea              |       | Fianna Fáil                   |
| Limerick City             | Kieran O'Donnell          |       | Fine Gael                     |
| Limerick City             | Jan O'Sullivan            |       | Parti travailliste            |
| Longford–Westmeath        | James Bannon              |       | Fine Gael                     |
| Longford–Westmeath        | Nicky McFadden            |       | Fine Gael                     |
| Longford–Westmeath        | Willie Penrose            |       | Parti travailliste            |
| Longford–Westmeath        | Robert Troy               |       | Fianna Fáil                   |
| Louth                     | Gerry Adams               |       | Sinn Féin                     |
| Louth                     | Peter Fitzpatrick         |       | Fine Gael                     |
| Louth                     | Séamus Kirk               |       | Fine Gael                     |
| Louth                     | Ged Nash                  |       | Parti travailliste            |
| Louth                     | Fergus O'Dowd             |       | Fine Gael                     |
| Mayo                      | Dara Calleary             |       | Fianna Fáil                   |
| Mayo                      | Enda Kenny                |       | Fine Gael                     |
| Mayo                      | Michelle Mulherin         |       | Fine Gael                     |
| Mayo                      | John O'Mahony             |       | Fine Gael                     |
| Mayo                      | Michael Ring              |       | Fine Gael                     |
| Meath East                | Regina Doherty            |       | Fine Gael                     |
| Meath East                | Dominic Hannigan          |       | Parti travailliste            |
| Meath East                | Shane McEntee             |       | Fine Gael                     |
| Meath West                | Ray Butler                |       | Fine Gael                     |
| Meath West                | Damien English            |       | Fine Gael                     |
| Meath West                | Peadar Tóibín             |       | Sinn Féin                     |
| Roscommon–South Leitrim   | Luke 'Ming' Flanagan      |       | Indépendant                   |
| Roscommon–South Leitrim   | Frank Feighan             |       | Fine Gael                     |
| Roscommon–South Leitrim   | Denis Naughten            |       | Fine Gael                     |
| Sligo–South Leitrim       | Michael Colreavy          |       | Sinn Féin                     |
| Sligo–South Leitrim       | Tony McLoughlin           |       | Fine Gael                     |
| Sligo–South Leitrim       | John Perry                |       | Fine Gael                     |
| Tipperary North           | Noel Coonan               |       | Fine Gael                     |
| Tipperary North           | Alan Kelly                |       | Parti travailliste            |
| Tipperary North           | Michael Lowry             |       | Indépendant                   |
| Tipperary South           | Tom Hayes                 |       | Fine Gael                     |
| Tipperary South           | Séamus Healy              |       | Workers and Unemployed Action |
| Tipperary South           | Mattie McGrath            |       | Indépendant                   |
| Waterford                 | Paudie Coffey             |       | Fine Gael                     |
| Waterford                 | Ciara Conway              |       | Parti travailliste            |
| Waterford                 | John Deasy                |       | Fine Gael                     |
| Waterford                 | John Halligan             |       | Indépendant                   |
| Wexford                   | James Browne              |       | Fianna Fáil                   |
| Wexford                   | Brendan Howlin            |       | Parti travailliste            |
| Wexford                   | Paul Kehoe                |       | Fine Gael                     |
| Wexford                   | Liam Twomey               |       | Fine Gael                     |
| Wexford                   | Mick Wallace              |       | Indépendant                   |
| Wicklow                   | Stephen Donnelly          |       | Indépendant                   |
| Wicklow                   | Andrew Doyle              |       | Fine Gael                     |
| Wicklow                   | Anne Ferris               |       | Parti travailliste            |
| Wicklow                   | Simon Harris              |       | Fine Gael                     |
| Wicklow                   | Billy Timmins             |       | Fine Gael                     |

## Coalition gouvernementale

### Fine Gael
- James Bannon
- Seán Barrett
- Tom Barry
- Pat Breen
- Richard Bruton
- Ray Butler
- Jerry Buttimer
- Catherine Byrne
- Ciarán Cannon
- Joe Carey
- Paudie Coffey
- Áine Collins
- Seán Conlan
- Paul Connaughton, Jnr
- Noel Coonan
- Marcella Corcoran Kennedy
- Simon Coveney
- Michael Creed
- Lucinda Creighton
- Jim Daly
- John Deasy
- Jimmy Deenihan
- Pat Deering
- Regina Doherty
- Paschal Donohoe
- Andrew Doyle
- Bernard Durkan
- Damien English
- Alan Farrell
- Frank Feighan
- Frances Fitzgerald
- Peter Fitzpatrick
- Charles Flanagan
- Terence Flanagan
- Brendan Griffin
- Noel Harrington
- Simon Harris
- Brian Hayes
- Tom Hayes
- Martin Heydon
- Phil Hogan
- Heather Humphreys
- Derek Keating
- Paul Kehoe
- Enda Kenny
- Seán Kyne
- Anthony Lawlor
- Peter Mathews
- Shane McEntee
- Nicky McFadden
- Dinny McGinley
- Joe McHugh
- Tony McLoughlin
- Olivia Mitchell
- Mary Mitchell O'Connor
- Michelle Mulherin
- Dara Murphy
- Eoghan Murphy
- Denis Naughten
- Dan Neville
- Michael Noonan
- Kieran O'Donnell
- Patrick O'Donovan
- Fergus O'Dowd
- John O'Mahony
- Joe O'Reilly
- John Perry
- John Paul Phelan
- James Reilly
- Michael Ring
- Alan Shatter
- David Stanton
- Billy Timmins
- Liam Twomey
- Leo Varadkar
- Brian Walsh

### Parti travailliste
- Tommy Broughan
- Joan Burton
- Eric Byrne
- Michael Conaghan
- Ciara Conway
- Joe CostelloRobert Dowds
- Anne Ferris
- Eamon Gilmore
- Dominic Hannigan
- Brendan Howlin
- Kevin Humphreys
- Colm Keaveney
- Alan Kelly
- Seán Kenny
- Ciarán Lynch
- Kathleen Lynch
- John Lyons
- Eamonn Maloney
- Michael McCarthy
- Michael McNamara
- Gerald Nash
- Derek Nolan
- Aodhán Ó Ríordáin
- Jan O'Sullivan
- Willie Penrose
- Ann Phelan
- Ruairi Quinn
- Pat Rabbitte
- Brendan Ryan
- Seán Sherlock
- Róisín Shortall
- Arthur Spring
- Emmet Stagg
- Joanna Tuffy
- Jack Wall
- Alex White

## Opposition

### Fianna Fáil
- John Browne
- Dara Calleary
- Niall Collins
- Barry Cowen
- Timmy Dooley
- Seán Fleming
- Billy Kelleher
- Michael Kitt
- Brian Lenihan
- Micheál Martin
- Charlie McConalogue
- Michael McGrath
- John McGuinness
- Michael Moynihan
- Éamon Ó Cuív
- Willie O'Dea
- Seán Ó Fearghaíl
- Brendan Smith
- Robert Troy

### Sinn Féin
- Gerry Adams
- Michael Colreavy
- Seán Crowe
- Pearse Doherty
- Dessie Ellis
- Martin Ferris
- Mary Lou McDonald
- Sandra McLellan
- Pádraig Mac Lochlainn
- Jonathan O'Brien
- Caoimhghín Ó Caoláin
- Aengus Ó Snodaigh
- Brian Stanley
- Peadar Tóibín

### People Before Profit Alliance
- Richard Boyd Barrett
- Joan Collins

### Parti socialiste
- Clare Daly
- Joe Higgins

### Workers and Unemployed Action Group
- Séamus Healy

### Indépendants
- Stephen Donnelly
- Luke 'Ming' Flanagan
- Tom Fleming
- Noel Grealish
- John Halligan
- Michael Healy-Rae
- Michael Lowry
- Finian McGrath
- Mattie McGrath
- Catherine Murphy
- Maureen O'Sullivan
- Thomas Pringle
- Shane Ross
- Mick Wallace